# Ludwik Wittelsbach
Ludwik Karol Maria Wittelsbach (właśc. niem. Ludwig Karl Maria Prinz von Bayern, ur. 22 czerwca 1913 w Monachium jako Prinz Ludwig Karl Maria von Bayern, zm. 17 października 2008 w Starnberg) – ostatni członek rodu Wittelsbachów urodzony jako książę bawarski przed zniesieniem monarchii w 1918 i tytułów szlacheckich w 1919.

## Życiorys
Syn księcia Franciszka Marii Wittelsbacha i Isabelli von Croy. Jego dziadkami byli: ostatni król Bawarii Ludwik III i Maria Teresa Habsburg-Este oraz hrabia Karol Alfred von Croy i Ludmilla von Arenberg.
19 lipca 1950 roku na zamku Leutstetten poślubił swoją kuzynkę Irmingard Prinzessin von Bayern, córkę ostatniego następny tronu Bawarii księcia Rupperta i jego drugiej żony Antoniny Luksemburskiej. Irmingard von Bayern urodziła trójkę dzieci, jednak jedynie najstarszy syn przeżył poród:
- Luitpold (ur. 1951)
- Maria (1953)
- Filipa (1954)